# Алгона
Алгона (на английски: Algona) е град в окръг Кинг, щата Вашингтон, САЩ. Алгона е с население от 2460 жители (2000) и обща площ от 3,5 km². Намира се на 25 m надморска височина. ZIP кодът му е 98001, а телефонният му код е 253.